# Stor-Gäddtjärnen (Arvidsjaurs socken, Lappland)
Stor-Gäddtjärnen är en sjö i Arvidsjaurs kommun i Lappland och ingår i Åbyälvens huvudavrinningsområde.